# Parinirwana

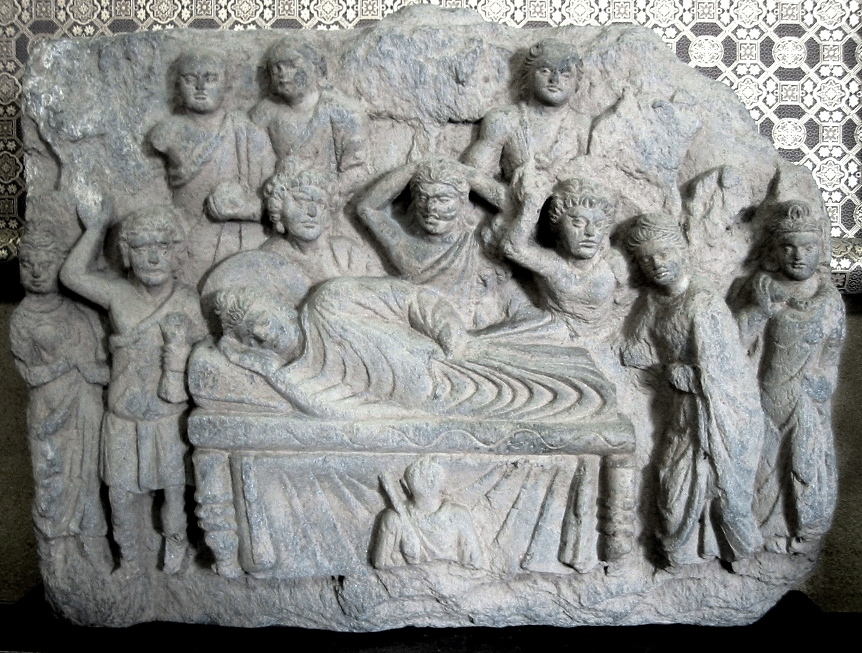
Śmierć Buddy Gautamy, sztuka Gandhary, II-III w.

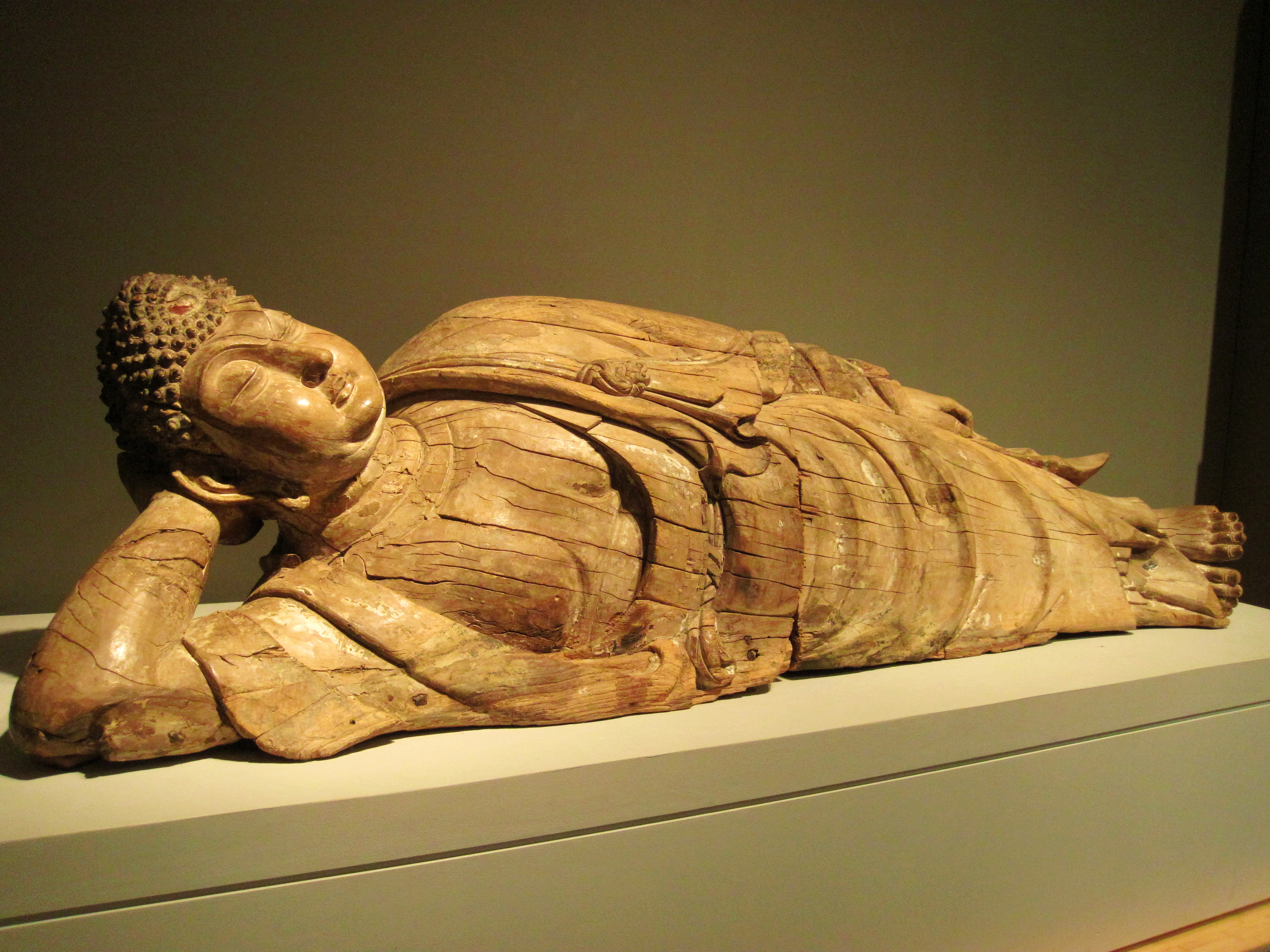
Przedstawienie tzw. „Leżącego Buddy”

Parinirwana (sanskryt: परिनिर्वाण parinirvāṇa; pali: परिनिब्बाण parinibbāṇa) „ostateczna nirwana” – w buddyzmie określenie przejścia w stan nirwany Buddy Śakjamuniego. Moment jego śmierci opisuje palijska  Mahāparinibbāna sutta, a także szereg późniejszych tekstów, jak Buddha-carita, Avadāna-śataka czy Mahāvaṃsa. W ikonografii buddyjskiej ukazuje się symbolicznie parinirwanę przedstawiając Buddę w pozycji leżącej, wspartego na jednym łokciu, jest to tzw. parinirvāṇa-āsana.
W buddyźmie, paranirwana opisuje stan pośmiertny osoby, która za swojego życia osiągnęła nirwanę. Paranirwana oznacza uwolnienie od Saṃsāra, karmy, odrodzenia (ponownego urodzenia się) i rozwiązanie wszystkich skandha. 